# The Chronicles of Narnia: The Lion, the Witch and the Wardrobe (datorspel)
The Chronicles of Narnia: The Lion, the Witch and the Wardrobe är ett action-äventyrsspel som släpptes 2005 av Traveller's Tales. Spelet är baserat på 2005-filmen med samma namn. Spelet släpptes i november innan filmen för de flesta större konsoler, inklusive GameCube, PC, Xbox, PlayStation 2, Nintendo DS och Game Boy Advance.